# Kernkraftwerk Hallam
Das Kernkraftwerk Hallam (englisch Hallam Nuclear Generating Station)  lag nahe Hallam im US-Bundesstaat Nebraska.

## Reaktor
Der Versuchsreaktor war natriumgekühlt, nutzte Graphit als Moderator und hatte eine Nettoleistung von 75 MW.

## Geschichte
Gebaut wurde der Reaktor ab dem 1. Januar 1959. Die Inbetriebnahme fand vier Jahre später, am 1. September 1963, statt. Der Reaktor hatte eine thermische Leistung von 256 Megawatt. Am 1. September 1964 wurde der Reaktor wegen Problemen mit dem Moderator stillgelegt. Die Betriebszeit des Reaktors lag bei 335 Tagen. 
Grund für die kurze Laufzeit des Reaktors war die zu hohe Neutroneneinwirkung auf die Reaktorhülle, was Korrosion und Stabilitätsverlust am Reaktordruckbehälter zur Folge hatte. Somit bestand die Gefahr von Löchern im Reaktorgefäß.
Heute wird das Kraftwerk unter dem Namen Sheldon Station Power Plant zur Energieerzeugung durch Kohleverbrennung genutzt.

## Daten des Reaktorblocks
Das Kernkraftwerk Hallam hatte einen Block:
| Reaktorblock | Reaktortyp     | Netto- leistung | Brutto- leistung | Baubeginn  | Netzsyn- chronisation | Kommer- zieller Betrieb | Abschal- tung |
| ------------ | -------------- | --------------- | ---------------- | ---------- | --------------------- | ----------------------- | ------------- |
| Hallam       | Graphitreaktor | 75 MW           | 84 MW            | 01.01.1959 | 01.09.1963            | 01.11.1963              | 01.09.1964    |